# Атбасарски район
Атбасарски район (на казахски: Атбасар ауданы) е съставна част на Акмолинска област, Казахстан, с обща площ 10 600 км2 и население 47 541 души (по приблизителна оценка към 1 януари 2020 г.). Мнозинството от населението са руснаци (38,3 %) следвани от казахите (33,8 %) и украинците (11,1 %), германците (6,0 %), и други националности (11,2 %).
Административен център е град Атбасар.